# Tony Dungy
Anthony Kevin „Tony“ Dungy (* 6. Oktober 1955 in Jackson, Michigan) ist ein US-amerikanischer ehemaliger American-Football-Spieler und Cheftrainer in der National Football League (NFL).
Von 1996 bis 2001 war er Cheftrainer der Tampa Bay Buccaneers und von 2002 bis 2009 Cheftrainer der Indianapolis Colts. Er ist der erste afro-amerikanische Cheftrainer, der den Super Bowl gewann, und nach Mike Ditka und Tom Flores auch erst der 3. Cheftrainer, der den Super Bowl sowohl als Spieler als auch als Cheftrainer gewann. 2016 wurde er Neumitglied in der Pro Football Hall of Fame.

## Frühe Jahre
Dungy wurde in Jackson, Michigan geboren. Seine Eltern waren beide Lehrer. Deshalb legten sie schon von früh an viel Wert auf eine gute akademische Ausbildung ihres Sohnes. Tony Dungy besuchte die Parkside High School, wo er als Guard in der Basketball- und als Quarterback in der American-Football-Mannschaft spielte.

## College-Karriere
Dungy wurde vom Trainer Cal Stoll an die University of Minnesota geholt und spielte von 1973 bis 1976 für das Team der Universität. Gleich in seinem ersten Jahr kam er als Quarterback in die Startaufstellung. Nach seinen vier College-Jahren führte er die Ranglisten der Universität in Passversuchen (576), komplettierten Pässen (274), Touchdownpässen (25) und gepassten Yards (3.577) an. Diese Bestleistungen haben bis heute Bestand. Außerdem belegt er heute noch den 4. Platz in der gesamten Offensive in der Big Ten Conference. Tony Dungy erhielt zweimal den MVP-Award des Staates Minnesota. Zudem spielte Dungy in seinem ersten Jahr an der Uni auch noch im Basketballteam auf der Guard Position. Hier war er Teamkollege vom späteren Cheftrainer des National Basketball Association (NBA) Teams Detroit Pistons, Flip Saunders.

## Profi-Karriere
Nach dem College wurde Dungy Free Agent und schloss sich den Pittsburgh Steelers an. Er spielte zwei Saisons bei den Steelers. Zunächst war er nur der Ersatz Safety. Hier war er Teil der legendären Steelers-Dynastie, des „Steel Curtain“. Während der Saison 1977/78, in der die Steelers auch den Super Bowl gewinnen konnten, wurde Dungy zum Starter und hatte die meisten Interceptions (6) im Team der Steelers.
Nachdem die Steelers die Dallas Cowboys im Super Bowl XIII besiegten (Dungy provozierte einen Fumble, der zu einem Touchdown für sein Team führte), wurde er für die nächste Saison zu den San Francisco 49ers transferiert. Hier spielte er nur eine Saison, denn zu Beginn der Saison 1979/80 wurde er wiederum zu den New York Giants transferiert. Doch er verletzte sich im Trainingscamp und trat deshalb vom Profi-Football in der NFL zurück.
In seinen drei NFL-Saisons verzeichnete Dungy neun Interceptions, die er für 132 Yards zurücktrug. Außerdem sicherte er seinem Team neun Fumbles und trug acht Punts für insgesamt 52 Yards zurück. Er war der erste in der NFL, der als Safety startete und dann als Quarterback einspringen musste. Zudem war er der erste, der in einem Spiel eine Interception warf und eine Interception fing. Dies geschah in seiner Zeit bei den Steelers.

## Trainer-Karriere

### Als Assistent
Nach seinem Rücktritt wurde Dungy eingeladen, bei seiner alten Uni, der University of Minnesota, als Trainer der Defensive Backs einzusteigen. Defensive Backs sind im American Football die Positionen Cornerback und Safety. Nach einer Saison wurde er wieder in der NFL angestellt und zwar bei seinen ehemaligen Team, den Pittsburgh Steelers. Hier wurde er von seinem alten Trainer Chuck Noll als Trainer der Defensive Backs eingeteilt. 1984 wurde Dungy zum Defensive Coordinator befördert. Er war jetzt für die komplette Defense der Steelers allein verantwortlich. Im Jahr 1989 verließ er die Steelers und wurde bei den Kansas City Chiefs wiederum Trainer der Defensive Backs. 1992 wechselte er zu den Minnesota Vikings auf die Position des Defensive Coordinators. Während seiner Zeit in Minnesota war die von ihm betreute Defense die beste der Liga.

### Als Cheftrainer bei den Tampa Bay Buccaneers
Dungys Traum wurde wahr, als er 1996 von Rich McKay, dem damaligen Besitzer der Buccaneers, zum Cheftrainer ernannt wurde. Die Buccaneers waren zu dieser Zeit ziemlich erfolglos. 1997 erreichte Tony Dungy mit seinem Team den 2. Platz in der Central Division der National Football Conference (NFC). Dies war Tampa Bays erste Saison mit positiven Siege-Niederlagen-Verhältnis seit 1982. Zudem besiegten sie in der ersten Playoffrunde die Detroit Lions, mussten sich aber dann in der 2. Runde dem amtierenden Champion Green Bay Packers geschlagen geben.
In Dungys Amtszeit erreichten die Buccaneers dreimal die Playoffs und gewannen 1999 ihre Division und verloren erst im NFC-Championship Game gegen die St. Louis Rams. Trotz wachsenden Erfolgs mit dem Team wurde Dungy 2001, aufgrund des wiederholten Scheiterns in den Playoffs, entlassen. Besonders zu erwähnen sind hierbei die Niederlagen in den Playoffs 2000 und 2001 gegen die Philadelphia Eagles. Ein weiterer Grund für seine Entlassung war, dass das Team Management der Meinung war, die vorsichtige Offensive, die Dungy laufen ließ, sei gegen NFL-Teams zu inkonsequent. Im nächsten Jahr, 2002, besiegten die Buccaneers die Eagles im NFC Championship Game und gewannen unter dem neuen Coach Jon Gruden mit der zum größten Teil noch von Dungy zusammengestellten Mannschaft den Super Bowl XXXVII.

### Als Cheftrainer bei den Indianapolis Colts
Am 22. Januar 2002 wurde Dungy als Cheftrainer bei den Indianapolis Colts eingestellt. Die Colts waren zu dieser Zeit ein Team, das in der Offensive mit dem Quarterback-Receiver Duo Peyton Manning und Marvin Harrison sehr stark war, dafür aber in der Defensive sehr schwach. Sofort nach seinem Antritt bei den Colts ließ er die von ihm zu seiner Zeit bei den Buccaneers kreierte Tampa 2 Verteidigung spielen. Dungy ließ die von Jim E. Mora aufgebaute starke Offense unverändert. Er konnte auch wieder mit Tom Moore zusammenarbeiten, mit dem er schon in Minnesota und Pittsburgh erfolgreich war. Moore wurde als Offensive Coordinator eingesetzt.
Am Anfang seiner Amtszeit in Indianapolis hatte Dungy Probleme, die neue Defense zu festigen, deshalb hatte er auch nur durchwachsene Resultate in den Playoffs. In seiner ersten Saison verloren die Colts in der 1. Runde 0:41 gegen die New York Jets. Des Weiteren verlor er sowohl 2003 (im AFC Championship Game) und 2004 (in der 2. Runde) jeweils gegen die New England Patriots. 2005 verlängerte Dungy seinen Vertrag um drei Jahre für fünf Millionen US-Dollar pro Jahr.
Nach der Saison 2004/2005 konzentrierten sich die Colts darauf, ihre Defense zu verbessern, und verpflichteten deshalb den Defensive Tackle Corey Simon. Die Colts starteten als Anwärter für den Super Bowl in die Saison und gewannen auch ihre ersten 13 Spiele. Danach wurde spekuliert, ob die Colts das erste Team nach den Miami Dolphins 1972 sein könnten, das eine Saison ohne Niederlage beendet.
Durch den dreizehnten Sieg in Serie sicherten sich die Colts das Heimrecht für alle Play-off-Spiele bis zum Super Bowl. Von nun an ging es lediglich um die Möglichkeit, eine "perfekte Saison" ohne Niederlage zu absolvieren – prompt ging das 14. Spiel der Saison gegen die San Diego Chargers verloren. Die Colts schonten in den letzten beiden Spielen viele Stammspieler um sie vor Verletzungen zu schützen. Dies hatte jedoch zur Folge, dass die Mannschaft den Rhythmus verlor und bereits im ersten Play-off-Spiel gegen den späteren Meister Pittsburgh Steelers ausschied. Durch diese Niederlage waren die Colts das erste Team jemals, das nach einem 13–0 Start in die Saison nicht den Super Bowl erreichte.

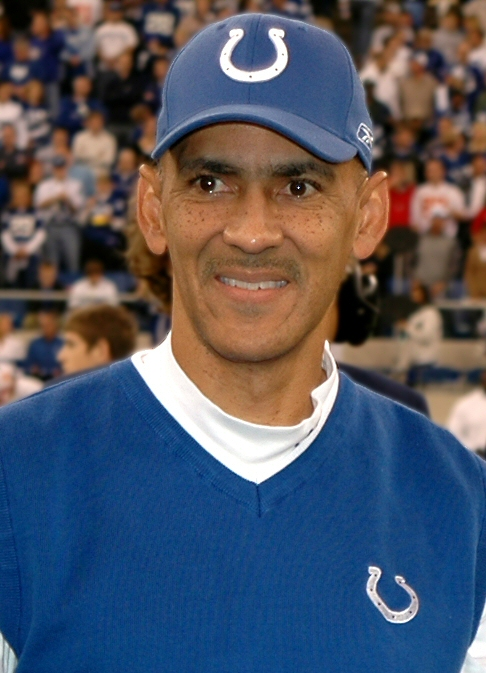
Tony Dungy (2007)

In den Playoffs 2006 zeigten die Colts eine deutlich verbesserte Defensivleistung und besiegten die Kansas City Chiefs und die favorisierten Baltimore Ravens. Am 21. Januar schlugen die Colts die New England Patriots, nachdem sie bereits 3:21 zurücklagen.
Am 4. Februar 2007 gewann Dungy mit den Indianapolis Colts den Super Bowl XLI mit 29:17 gegen Lovie Smith und die Chicago Bears im Dolphin Stadium in Miami, obwohl sie bereits durch den Kickoff-Return zu Beginn des Spieles in Rückstand gerieten (92 Yards). Dadurch wurde Dungy der erste Afroamerikaner, dem als Cheftrainer ein Super-Bowl-Gewinn gelang.
Am 13. Januar 2009 beendete er seine Karriere als Chefcoach bei den Colts und zog sich vom aktiven Profisport zurück.